# Cube Cove
Cube Cove és una antiga concentració de població designada pel cens i actual àrea no incorporada dels Estats Units a l'estat d'Alaska. Segons el cens del 2000 tenia 72 habitants.

## Demografia
Segons el cens del 2000, Cube Cove tenia 72 habitants, 25 habitatges, i 23 famílies La densitat de població era de 2,4 habitants/km².
Dels 25 habitatges en un 48% hi vivien nens de menys de 18 anys, en un 84% hi vivien parelles casades, en un 0% dones solteres, i en un 8% no eren unitats familiars. En el 8% dels habitatges hi vivien persones soles el 8% de les quals corresponia a persones de 65 anys o més que vivien soles. El nombre mitjà de persones vivint en cada habitatge era de 2,88 i el nombre mitjà de persones que vivien en cada família era de 3,04.
Per edats la població es repartia de la següent manera: un 31,9% tenia menys de 18 anys, un 12,5% entre 18 i 24, un 27,8% entre 25 i 44, un 25% de 45 a 60 i un 2,8% 65 anys o més.
L'edat mediana era de 28 anys. Per cada 100 dones hi havia 111,8 homes. Per cada 100 dones de 18 o més anys hi havia 113 homes.
La renda mediana per habitatge era de 51.875 $ i la renda mediana per família de 72.708 $. Els homes tenien una renda mediana de 88.756 $ mentre que les dones 38.750 $. La renda per capita de la població era de 27.920 $. Cap de les famílies estaven per davall del llindar de pobresa.

## Poblacions més properes
El següent diagrama mostra les poblacions més properes.